# باورا وينيتانا
باورا وينيتانا (بالإنجليزية: Pāora Winitana)‏ مواليد 6 ديسمبر 1976 في هاستينجس، هو لاعب كرة سلة نيوزلندي معتزل. بدأ مسيرته الاحترافية في سنة 1996. مثّل منتخب بلاده. شارك في دورة الألعاب الأولمبية الصيفية سنة 2004. حقق المركز الثاني في دورة ألعاب الكومنولث 2006. اعتزل اللعب في 2016.

## المسيرة الاحترافية
لعب مع نيو زيلاند بريكرز في موسم 2007–2008، ثم لعب مع أديليد ثيرتي سيكسترز في الدوري الأسترالي في موسم 2008–2009.

## الميداليات
| الميدالية | المسابقة                  |
| --------- | ------------------------- |
| فضية      | دورة ألعاب الكومنولث 2006 |

## روابط خارجية
- باورا وينيتانا على موقع الاتحاد الدولي لكرة السلة (الإنجليزية)
- باورا وينيتانا على موقع كرة السلة الأوروبية.كوم (الإنجليزية)
- باورا وينيتانا على موقع ريلجم (الإنجليزية)
- باورا وينيتانا على موقع بروبوليرز (الإنجليزية)
- باورا وينيتانا على موقع سبورتس رفرنس (الإنجليزية)
- باورا وينيتانا على موقع أوليمبيديا (الإنجليزية)
- باورا وينيتانا على موقع اتحاد ألعاب الكومنولث (مؤرشف) (الإنجليزية)